# Chop Suey!
"Chop Suey!" je prvi singl sastava System of a Down s njihova drugog albuma Toxicity. Objavljen je u kolovozu 2001. te je bio nominiran za Grammy. Radni naslov singla bio je Suicide (samoubojstvo), no članovi sastava tvrde da ga nisu preimenovali zbog pritiska izdavačke kuće.
Singl se nalazio na vrhu ljestvica u tjednu u kojem se dogodio napad na WTC. Časopis Blender ga je uvrstio na popis Najboljih 500 pjesama otkad ste se rodili. Stihovi Father, into your hands I commit my spirit ("Oče, u ruke tvoje predajem duh svoj") i Why have you forsaken me? ("Zašto si me ostavio?") dvije su od sedam Isusovih rečenica na križu.
Videospot kojeg je režirao Marcos Siega sadržava snimke s dva koncerta uživo. U jednom kadru, Serj Tankian s obožavateljima jede chop suey - američko-kinesko jelo od mesa i povrća.

## Popis pjesama
1. "Chop Suey!" - 3:32
2. "Johnny" - 2:09
3. "Sugar" (uživo)
4. "War?" (uživo)